# الفصل بين الجنسين في السعودية
الفصل بين الجنسين في السعودية هو ممارسة ثقافية ودينية وسياسة حكومية تمنع الزوجات والأخوات والبنات السعوديات من الاتصال بالغرباء الذكور (غير المحارم) والعكس صحيح. ومع ذلك، منذ تعيين محمد بن سلمان وليًا للعهد في عام 2017، شهدت الدولة سلسلة من الإصلاحات الاجتماعية التي أحدثت تغييرات ثقافية، والتي تضمنت وضع حد لتطبيق الفصل بين الجنسين. نشأ الفصل بين الجنسين في السعودية بسبب الاهتمام الشديد بنقاء المرأة وشرف الأسرة.

## أسس الفصل بين الجنسين
وصفت المملكة العربية السعودية بأنها مركز للفصل بين الجنسين، وهو ما ينبع جزئيًا من ممارساتها الإسلامية السنية المحافظة وجزئيًا من القيود القانونية التي يفرضها نظامها الملكي. الفصل بين الجنسين في المملكة العربية السعودية ليس متأصلًا في ثقافة البلاد، ولكن روج له في الثمانينيات والتسعينيات من قبل الحكومة، وحركة الصحوة، ومنفذي السلوك المحافظين والدينيين (مثل الشرطة، والموظفين الحكوميين، وما إلى ذلك).

## عقوبات الاختلاط بالجنس الآخر
أي شخص يُرى وهو يتواصل مع شخص من الجنس الآخر ليس من أقاربه، يمكن أن يتعرض لمضايقات من قبل المطوعين، حتى لو اتهم بارتكاب الزنا أو الفسق أو الدعارة. ومع ذلك، منذ عام 2016، منعت الحكومة السعودية هيئة الأمر بالمعروف والنهي عن المنكر من اعتقال أي شخص أو استجوابه أو ملاحقته.

## الفصل بين الجنسين في المنازل والأماكن العامة

### الفصل بين الجنسين في عمارة المنزل
العديد من المنازل التقليدية السعودية لها مدخل واحد للرجال وآخر للنساء. دخول الذكور من غير الأقارب إلى أقسام النساء في المنزل السعودي يعد انتهاكًا لشرف الأسرة. الكلمة العربية للقسم المنعزل من المنزل هي "الحريم" والتي تعني "ممنوع" و"مقدس" في آن واحد. ترتبط المساحة الخاصة بالنساء في حين أن المساحة العامة، مثل غرفة المعيشة، مخصصة للرجال. تستخدم تصميمات المنازل التقليدية أيضًا جدرانًا عالية وغرفًا داخلية مجزأة وستائر لحماية الأسرة وخاصة النساء من الجمهور.
علاوة على ذلك، كان من المتوقع الفصل بين الجنسين في الأماكن العامة. في المطاعم والبنوك والأماكن العامة الأخرى في المملكة العربية السعودية، يُطلب من الرجال والنساء الدخول والخروج من خلال أبواب منفصلة. ومع ذلك، منذ عام 2019، لم تعد المملكة العربية السعودية تطبق الفصل بين الجنسين في المطاعم وبعض الأماكن الأخرى.

### الفصل بين الجنسين في الأماكن العامة
وبما أن المجال العام للحياة هو مجال للرجال، فمن المتوقع أن تكون النساء محجبات خارج المناطق المعزولة في منازلهن. ويجب على النساء والرجال غير المحارم التقليل من التفاعل الاجتماعي. كان من المتوقع تقليديًا أن تقوم الشركات بإنشاء مناطق مخصصة للنساء فقط إذا قامت بتعيين النساء. يتم فصل وسائل النقل العام في جميع أنحاء البلاد. يتم أيضًا فصل الأماكن العامة مثل الشواطئ والمتنزهات، أحيانًا حسب الوقت، بحيث يحضر الأولاد والرجال والفتيات والنساء في ساعات مختلفة. إنشأت متنزهات ترفيهية خاصة بالنساء، تسمى "الحدائق النسائية". ويُعرف انتهاك مبادئ الفصل بين الجنسين بالخلوة. غالبًا ما تطبق الشركات الغربية الأنظمة الدينية السعودية، مما دفع بعض الناشطين الغربيين إلى انتقاد تلك الشركات. على سبيل المثال، تحافظ شركات ماكدونالدز وبيتزا هت وستاربكس وغيرها من الشركات الأمريكية على مناطق منفصلة لتناول الطعام في مطاعمها. المرافق في قسم العائلات عادة ما تكون أقل جودة. قد يختلط الرجال والنساء أحيانًا في مطاعم الفنادق الغربية الفاخرة التي تقدم خدماتها في المقام الأول لغير المواطنين.
وكان الفصل صارما بشكل خاص في المطاعم، لأن تناول الطعام يتطلب إزالة الحجاب. اعتادت معظم المطاعم في المملكة العربية السعودية أن تحتوي على أقسام "عائلية" و"عزاب"، والأخير للرجال غير المتزوجين أو الرجال الذين ليس لديهم عائلة لمرافقتهم. يجب على النساء أو الرجال مع عائلاتهم الجلوس في قسم العائلات. في قسم العائلات، يجلس الضيوف عادة في غرف منفصلة أو خلف الشاشات والستائر. من المتوقع أن يمنح النوادل الوقت للنساء للتستر قبل الدخول، على الرغم من أن هذه الممارسة لا يتم اتباعها دائمًا. عادةً ما تحتوي الحانات في المطاعم على مدخل للنساء اللاتي يأتين دون أزواجهن أو محرم [إخوتهن عرضيًا]، على الرغم من أنه إذا سمح لهن بالدخول، فسيتم إرشادهن إلى قسم العائلات. ويُمنع على النساء العمل كنادلة، إلا في عدد قليل من المطاعم المخصصة للنساء فقط.
هناك العديد من الحدائق النسائية في المملكة العربية السعودية. إنشأت أول حديقة ترامبولين للنساء فقط في عام 2018 في عاصمة البلاد.
تشمل الأمثلة النموذجية للفصل ما يلي:
| مؤسسة        | الفصل |
| ------------ | --- |
| البنوك       | فروع منفصلة للرجال والنساء، ولكن في حالة عدم توفر قسم نسائي في الفرع، يسمح للنساء بفرع الرجال. بعض البنوك مخصصة للنساء فقط ( انظر البنوك المخصصة للنساء فقط ). |
| المقاهي      | معظمهم من الرجال فقط، على الرغم من أن القليل منهم لديه أقسام عائلية.                                                                                           |
| الفنادق      | لم تعد النساء العازبات بحاجة إلى إذن كتابي للسماح لهن بتسجيل الوصول، بشرط أن يكون لديهن بطاقات هوية خاصة بهن.                                                  |
| حمامات سباحة | تقتصر الصالات الرياضية والمسابح والمنتجعات الصحية عمومًا على الرجال فقط، ولكن تتوفر بعض المرافق المخصصة للسيدات.                                                |
| المتاحف      | ساعات عمل منفصلة للعائلات والرجال (تشمل "العائلات" عادةً النساء العازبات).                                                                                      |
| مطاعم        | أقسام منفصلة للعائلات والرجال. الغالبية العظمى ستسمح للنساء العازبات بالدخول إلى قسم الأسرة.                                                                   |
| مراكز التسوق | السماح لجميع الزوار، ولكن في كثير من الأحيان تكون الأمسيات وعطلات نهاية الأسبوع مخصصة للعائلات والنساء العازبات فقط.                                           |
| محلات        | عادة ما يسمح لجميع الزوار. |

### الفصل بين الجنسين في الجامعات
الجامعات للذكور فقط أو للإناث فقط. المملكة العربية السعودية هي موطن لأكبر جامعة للإناث فقط في العالم، الأميرة نورة بنت عبد الرحمن، لكن جامعة عفت هي أشهر جامعة للإناث فقط في المملكة العربية السعودية حتى عام 2022. يضم فرع جامعة الملك سعود للطالبات كليات مختلفة للإناث فقط.
تعد جامعة الملك عبد الله للعلوم والتكنولوجيا، التي افتتحت في سبتمبر 2009، أول حرم جامعي مختلط في المملكة العربية السعودية حيث يدرس الرجال والنساء جنبًا إلى جنب. كانت هذه هي المرة الأولى في التاريخ التي تدير فيها جامعة في المملكة العربية السعودية فصلاً مختلطًا.

### المدارس
جميع المدارس مفصولة بين الجنسين، ولا يوجد سوى مدارس للبنين والبنات. تأسست أول مدرسة رسمية خاصة للبنات، مدرسة البنات الأهلية، في عام 1941.

## رد فعل الأمم المتحدة
شجعت الأمم المتحدة والدول الغربية ملوك المملكة العربية السعودية على إنهاء الفصل الصارم بين المؤسسات مثل المدارس والمؤسسات الحكومية والمستشفيات وغيرها من الأماكن العامة. على الرغم من أن إقالة بعض الرؤساء الدينيين والحكوميين قد أفسح المجال أمام الليبراليين. ومع أجندات الترويج لإلغاء الفصل العنصري، لا يزال الجمهور يؤيد إلى حد كبير فكرة المجتمع المنفصل، في حين لا تزال المؤسسات والحكومة نفسها من الناحية الفنية تحت سيطرة الوهابية. إن الإصلاح صغير الحجم، حيث لا يوجد دستور يدعم التغييرات السياسية المتعلقة بالفصل بين الجنسين. ويشير الشعب السعودي إلى هذا الفصل بالخلوة، وانتهاك الفصل يعاقب عليه القانون. ويتجلى هذا الفصل بشكل ملموس في الجدار الذي شيد مؤخرًا في الأماكن التي توظف الرجال والنساء على حد سواء، وهو إنجاز ممكن بفضل قانون صدر عام 2011 يسمح للمرأة السعودية بالعمل في محلات الملابس الداخلية من أجل خفض معدلات البطالة بين النساء. وينظر الجمهور إلى الجدار الذي يبلغ ارتفاعه 1.6 متر بشكل إيجابي، قائلين إنه سيؤدي إلى تقليل حالات التحرش من قبل الرجال الذين يزورون النساء الوافدات في المحلات التجارية. كان فندق لوثان في المملكة العربية السعودية أول فندق للنساء فقط في البلاد، وكان بمثابة مكان لقضاء العطلات للنساء أكثر من كونه مؤسسة منفصلة. عند دخول الفندق، يُسمح للنساء بخلع حجابهن وعباءاتهن، ويوظف الفندق النساء فقط، ويطلق على مندوباتهن لقب "أول فتيات الجرس في العالم"، مما يوفر فرصًا للنساء السعوديات في وظائف تكنولوجيا المعلومات والهندسة حيث تكون نادرة جدًا خارج لوثان.

## المحاولات الأخيرة لإزالة الفصل بين الجنسين
يُمارس الفصل بين الجنسين منذ القدم في المملكة العربية السعودية. ومع ذلك، في 8 ديسمبر 2019، إعلن عن قاعدة جديدة للحد من الفصل بين الجنسين في المطاعم والمقاهي حيث لن يُطلب منها بعد الآن وجود مناطق منفصلة للعائلات والعزاب. تشمل الاستثناءات لقواعد الفصل أحيانًا المستشفيات وكليات الطب والبنوك. لقد تزايد عدد أماكن العمل المختلطة بين الجنسين منذ تتويج الملك عبد الله، على الرغم من أنها لا تزال غير شائعة. قام العديد من ناشري الصحف بإلغاء الفصل بين مكاتبهم.
من الناحية العملية، سيصبح الاختلاط بين الجنسين شائعًا إلى حد ما في أجزاء من الحياة اليومية. في أيامنا هذه، جرت العادة أن تستقل النساء سيارات الأجرة التي يقودها رجال ويمكنهن القيادة بأنفسهن بينما في الماضي لم يكن مسموحاً لهن بالقيادة وكان يقودهن رجال. يوجد في العديد من الأسر خادمات يختلطن برجال الأسرة من غير الأقارب. تميل الخادمات وسائقي سيارات الأجرة والنوادل إلى أن يكونوا أجانب، وهو ما يستخدم أحيانًا كسبب ليكون أقل صرامة فيما يتعلق بالفصل العنصري. وكجزء من حملتها الإصلاحية، رفعت المملكة الحظر على دخول النساء الملاعب الرياضية. سُمح للنساء السعوديات بمشاهدة مباراة كرة قدم في الملعب لأول مرة في يناير/كانون الثاني 2018. فصلت النساء عن الأقسام المخصصة للرجال فقط، وجلوسهن في "قسم العائلات".

## رفض الاختلاط بين الجنسين
لقد أصبح الفصل بين الجنسين في المجال العام حجر الزاوية في التفسير السعودي للإسلام. هذا الالتزام بإخفاء الشكل الأنثوي عن الرجال الذين ليسوا من أفراد الأسرة، وهو أمر محير للغاية ومقلق للغرباء، يمكن أن يكون معقدًا بالنسبة للسعوديين أيضًا. أثار افتتاح أول جامعة للتعليم المختلط في عام 2009 جدلاً حول الفصل العنصري. وقال أحد رجال الدين البارزين إن الفصل العنصري لا يمكن أن يرتكز على الشريعة. وأشار إلى أن من يدعو إليه منافقون:
وفي عام 2008، حُكم على خميسة محمد سوادي، وهي امرأة تبلغ من العمر 75 عاماً، بالجلد 40 جلدة والسجن لأنها سمحت لرجل بتوصيل الخبز لها مباشرة في منزلها، ثم رحلت لأنها لم تكن مواطنة.
في عام 2010، أصدر مستشار ديني في الديوان الملكي ووزارة العدل فتوى تقترح أنه يجب على النساء توفير حليب الثدي للسائقين العاملين لديهم وبالتالي جعلهم أقارب (وهو مفهوم يعرف باسم رضا ). ويمكن بعد ذلك الوثوق بالسائق ليكون بمفرده مع المرأة. وقد سخرت الناشطات من النساء من هذه الفتوى.
وقال الشيخ عبد الرحمن البراك في فتوى إن الاختلاط بين الجنسين في مكان العمل أو في التعليم "كما يدعو إليه المحدثون" محرم لأنه يبيح "رؤية الحرام، والكلام المحرم بين الرجال والنساء".